# Série des stades de la LNH 2015
Navigation
2014 2016
La Série des stades de la LNH 2015 est un match en plein air se déroulant lors de la saison régulière de la Ligue nationale de hockey (LNH). Cette série se distingue des Classiques telles que la Classique hivernale et la Classique Héritage. La seule rencontre de la saison oppose les Kings de Los Angeles aux Sharks de San José au Levi's Stadium le 21 février 2015.
Ce match voit la victoire des Kings 2-1 sur les Sharks après que Marián Gáborík ait marqué le but ayant brisé l'égalité en troisième période. Le gardien de but des Kings Jonathan Quick a reçu la première étoile du match après une performance de 31 arrêts.

## Effectifs
| No | Joueur          | Position       |
| -- | --------------- | -------------- |
| 2  | Matt Greene     | Défenseur      |
| 3  | Brayden McNabb  | Défenseur      |
| 5  | Jamie McBain    | Défenseur      |
| 6  | Jake Muzzin     | Défenseur      |
| 8  | Drew Doughty    | Défenseur      |
| 11 | Anže Kopitar    | Centre         |
| 12 | Marián Gáborík  | Ailier droit   |
| 13 | Kyle Clifford   | Ailier gauche  |
| 14 | Justin Williams | Ailier droit   |
| 22 | Trevor Lewis    | Centre         |
| 23 | Dustin Brown    | Ailier droit   |
| 28 | Jarret Stoll    | Centre         |
| 31 | Martin Jones    | Gardien de but |
| 32 | Jonathan Quick  | Gardien de but |
| 37 | Nick Shore      | Centre         |
| 44 | Robyn Regehr    | Défenseur      |
| 71 | Jordan Nolan    | Centre         |
| 73 | Tyler Toffoli   | Centre         |
| 74 | Dwight King     | Ailier gauche  |
| 77 | Jeff Carter     | Centre         |

| No | Joueur              | Position       |
| -- | ------------------- | -------------- |
| 4  | Brenden Dillon      | Défenseur      |
| 8  | Joe Pavelski        | Centre         |
| 10 | Andrew Desjardins   | Centre         |
| 12 | Patrick Marleau     | Ailier gauche  |
| 15 | James Sheppard      | Ailier gauche  |
| 19 | Joe Thornton        | Centre         |
| 20 | John Scott          | Ailier gauche  |
| 27 | Scott Hannan        | Défenseur      |
| 31 | Antti Niemi         | Gardien de but |
| 32 | Alex Stalock        | Gardien de but |
| 39 | Logan Couture       | Centre         |
| 44 | Marc-Édouard Vlasic | Défenseur      |
| 48 | Tomáš Hertl         | Centre         |
| 52 | Matt Irwin          | Défenseur      |
| 57 | Tommy Wingels       | Centre         |
| 61 | Justin Braun        | Défenseur      |
| 68 | Melker Karlsson     | Centre         |
| 81 | Tyler Kennedy       | Ailier droit   |
| 83 | Matt Nieto          | Ailier gauche  |
| 88 | Brent Burns         | Défenseur      |

## Match
| 21 février 2015 | Sharks de San José | 1-2 (1-1, 0-0, 0-1) | Kings de Los Angeles | Levi's Stadium 70 205 spectateurs |

| Feuille de match | Feuille de match              | Feuille de match | Feuille de match                                             | Feuille de match                                                     |
| ---------------- | ----------------------------- | ---------------- | ------------------------------------------------------------ | -------------------------------------------------------------------- |
|                  | Burns (Wingels) — 18 min 56 s | 0-1 1-1 1-2      | Clifford (Muzzin) — 2 min 46 s Gáborík (Carter) — 44 min 4 s | Arbitrage : Gord Dwyer, Dan O'Halloran Steve Barton, David Brisebois |
| Antti Niemi      | Gardiens                      | Jonathan Quick   |                                                              | Arbitrage : Gord Dwyer, Dan O'Halloran Steve Barton, David Brisebois |
| 4 min            | Pénalités                     | 6 min            |                                                              | Arbitrage : Gord Dwyer, Dan O'Halloran Steve Barton, David Brisebois |
| 32               | Tirs                          | 29               |                                                              | Arbitrage : Gord Dwyer, Dan O'Halloran Steve Barton, David Brisebois |